# Полева, Настя
Анастаси́я (На́стя) Ви́кторовна По́лева (род. 1 декабря 1961, Первоуральск, Свердловская область, СССР) — советская и российская рок-исполнительница, автор песен, лидер рок-группы «На́стя».

## Биография
В 1981 году во время учёбы в Свердловском архитектурном институте впервые выступила в качестве вокалистки свердловской хард-рок-группы «Трек». После распада группы в 1983 году начала сольное творчество.
В начале 1985 года вошла в состав группы Nautilus Pompilius. Вместе с ней выступила в Челябинске и Свердловске.
В июне 1986 года выступила на I Свердловском рок-фестивале с собственной программой, написанной преимущественно на стихи Ильи Кормильцева. В состав её группы, которая получила название «Настя», входили: Игорь «Егор» Белкин («Урфин Джюс») — гитара, Дмитрий Умецкий (Nautilus Pompilius) — бас, Алексей Могилевский (Nautilus Pompilius) — саксофон, Виктор «Пифа» Комаров (Nautilus Pompilius) — клавишные, Александр Пантыкин («Урфин Джюс») — перкуссия, Владимир «Зяма» Назимов (Nautilus Pompilius) — ударные.
Следующее выступление группы состоялось через год, в мае 1987 года, на II Свердловском рок-фестивале. Место Умецкого занял Вадим Шавкунов (бас), вместо Комарова пришёл клавишник Алексей Хоменко (Nautilus Pompilius). В этом составе летом 1987 года на учебной студии студенческого телевидения журфака Уральского государственного университета был записан дебютный магнитоальбом «Тацу».
К осени 1988 состав группы вновь изменился. Из прежнего состава остались Белкин и Шавкунов, к ним присоединились клавишник Глеб Вильнянский и барабанщик Андрей Коломеец. В этом составе группа в начале 1989 года провела гастрольный тур и записала в марте 1989 года второй магнитоальбом «Ноа Ноа». К этому времени сотрудничество с Ильёй Кормильцевым прекратилось, и почти все тексты для альбома написал его брат Евгений Кормильцев, работавший с группой «Апрельский марш». На песни «В чужом лице», «Ноа Ноа», «Марш плывущих Офелий», «Стратосфера» и «Чёрный парус» были сняты видеоклипы. Немного позже песни «Стратосфера» и «Ноа Ноа» попали на гибкую пластинку журнала «Кругозор» (вып. № 6, 1991 г.).
Летом 1989 года ушёл Шавкунов, его сменили басист Вячеслав Двинин («Ассоциация») и второй гитарист Андрей Васильев.
Осенью 1988 года Настя Полева получила приз лучшей вокалистки на фестивале «Мисс Рок» в Киеве. По итогам 1988 года Настя Полева заняла четвёртое место в хит-параде «Звуковая дорожка».
В сентябре 1989 года Настя участвовала в движении «Рок чистой воды» вместе с группами «Чайф» и «Апрельский марш», а также стала героиней фильма «Сон в красном тереме».
В 1990 году прошли гастроли по Нидерландам и ФРГ.
В 1991 году на виниле фирмой «ЭРИО» был переиздан альбом «Ноа Ноа».
В 1992 году вышел альбом «Невеста». Первоначальный мастер-диск с альбомом украли при ограблении Насти в Свердловске, и альбом записали по копии. Было снято три видеоклипа: «Любовь и ложь» (режиссёр Олег Ракович), «На счастье» (режиссёр Владимир Хотиненко) и «Летучий фрегат» (режиссёр Олег Ракович).
В 1993 году после небольшой замены состава (клавишника Глеба Вильнянского сменил Игорь Гришенков из «Апрельского марша»; басист Вячеслав Двинин уехал за границу, его заменяет вернувшийся в коллектив Вадим Шавкунов) Настя и Егор Белкин переезжают в Санкт-Петербург. В течение года Полева не пишет новых песен. От предыдущей сессии у Насти осталось только две внеальбомные композиции — «Танец на цыпочках», впервые прозвучавшая в 1989 году на IV фестивале Свердловского рок-клуба и получившая приз зрительских симпатий, и «Серые розы». Через год на фестивале «Мисс Рок-90» в Киеве «Танец на цыпочках» была признана лучшей композицией.
В 1994 году записан четвёртый альбом, получивший название «Танец на цыпочках». На песню из этого альбома — «Голоса» — был снят анимационный видеоклип.
В 2018 году записала песню «Жужас» для детского проекта «Жужа. Песни и пляски», вышедшем на виниловой пластинке и CD.
В 2020 году записала с Виктором Эррерой его песню «Три слова».

## Общественная позиция
Поддержала войну на Украине. Считает погибшую Дарью Дугину «настоящим героем России». С апреля 2024 года внесена в украинскую базу «Миротворец».

## Дискография
- Тацу (1987)
- Ноа Ноа (1989)
- Невеста (1992)
- Танец на цыпочках (1994)
- Море Сиам (1997)

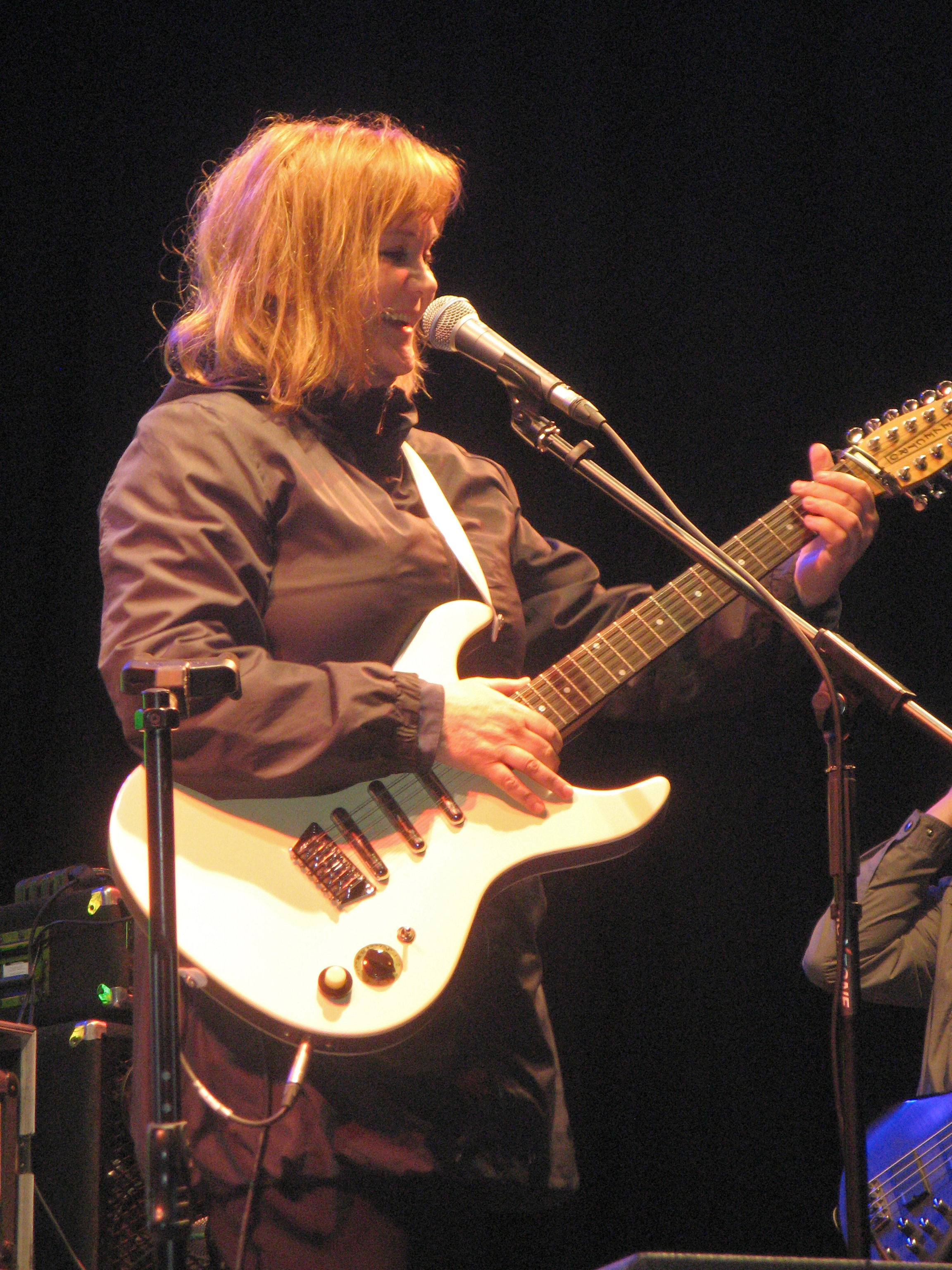
Rock-Line, 2017 год

- С тобой и без тебя (1997) (записи 1985—1991)
- Гербарий (акустика) (2000)
- НеНастье (2002)
- Сквозь пальцы (2004)
- Мосты над Невою (2008)

## Фильмография
- «Раньше было другое время» (Алексей Балабанов)
- «Настя и Егор» (Алексей Балабанов)
- «У меня нет друга» (Алексей Балабанов)
- «Брат» (Алексей Балабанов)
- «Сон в красном тереме» (К. Котельников)
- «Патриотическая комедия» (Владимир Хотиненко) — саундтрек
- «Время любить» (Виктор Бутурлин) — саундтрек